# コルガン・エア3407便墜落事故
コルガン・エア3407便墜落事故（コルガン・エア3407びんついらくじこ）とは、2009年2月12日（現地時間）にアメリカ合衆国で発生した航空事故である。
同便を運航していたコルガン・エアはコンチネンタル航空とコードシェア契約を締結しており、事故機にはコンチネンタル・コネクション3407便の便名がつけられていた。この事故機についてはコンチネンタル航空3407便やコンチネンタル・コネクション3407便とも呼ばれる。

## 事故当日の3407便

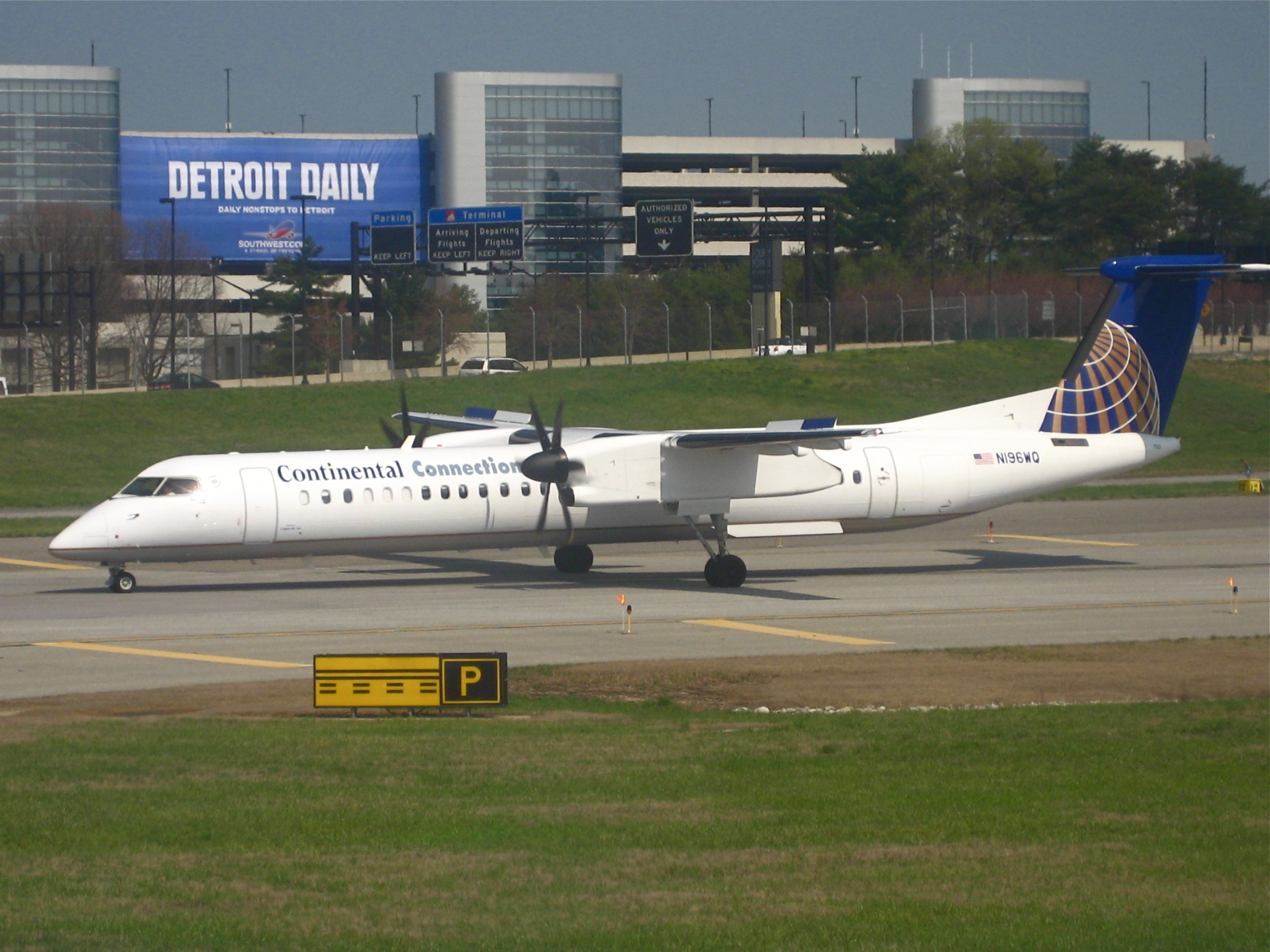
同型機のボンバルディアDHC-8-Q400

- 乗員:4名
  - 機長:47歳 男性
  - 副操縦士:24歳 女性
  - 客室乗務員:2名
- 乗客:45名

## 事故の概要

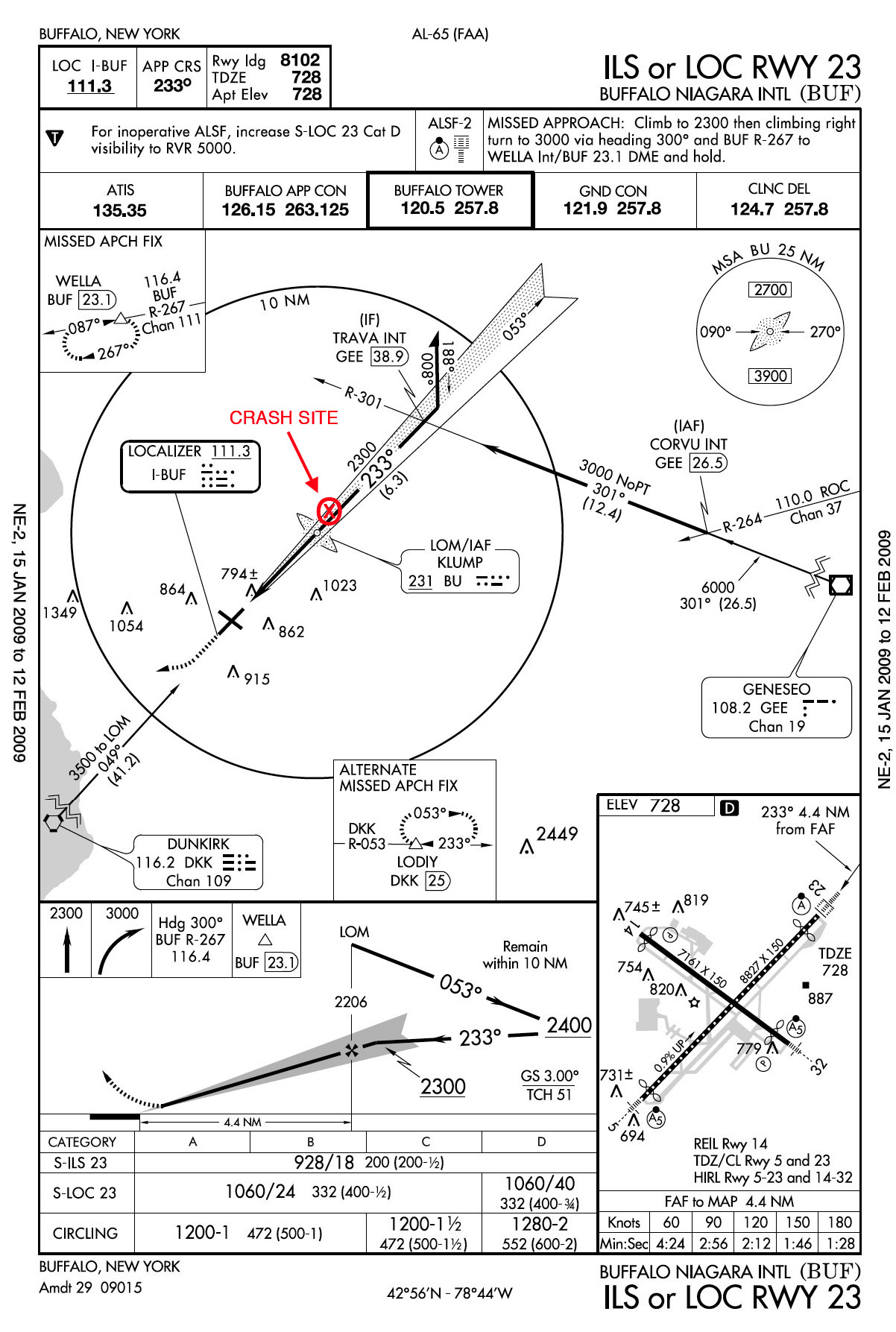
滑走路23のアプローチチャート。赤い目印が墜落地点

コンチネンタル・コネクション3407便（運航はコンチネンタル航空傘下のコルガン・エアが担当）はニューアーク国際空港（ニュージャージー州）を出発し、バッファロー・ナイアガラ国際空港（ニューヨーク州・バッファロー）に向かう短距離国内線であった。
3407便はバッファロー・ナイアガラ国際空港の滑走路23にILSアプローチ中の22時10分（アメリカ合衆国東部標準時）、突然機首が上がり失速し、空港の手前10キロメートルのバッファロー郊外のクラレンス・センターの住宅地に墜落した。この事故では乗客乗員49人全員死亡したほか、墜落現場となった民家で住民1人が死亡し、2名が負傷、消防隊員2人も負傷した。
機長と副操縦士は、低賃金のため（機長6万ドル、副操縦士1.6万ドル）ホテルに泊まらず、操縦士用待合室で仮眠していた。ボイスレコーダーや関係者からの聞き取りから操縦士の疲労が判明した。失速警報が出た時、機長が操縦桿を下げるのでなく、引いてしまったため機体が失速した。
事故発生直前のバッファロー周辺は霙（みぞれ）で若干の霧が発生していたものの、風速17マイル毎時 (7.6 m/s)程度であり、機長から管制塔に対して、特に機材の不調に関する報告はなかった。当時は「冬の嵐」と形容されるほどの低気圧とそれに伴う風雨による事故が多発し、また「Wintery Storm Warning」の気象警報も極めて頻繁に出され、バッファロー周辺にも事故前日にはこの気象警報が発令されていたが、事故当日の天候は日没前は雨、日没後は一部で雪に変わったという程度の状況で、冬の時期を考慮しても酷く天候が荒れていたわけではない。

## 原因調査
事故原因を調査する国家運輸安全委員会は、失速時の操作ミスが原因と判断した。
墜落当初は着氷が原因と考えられていたが、事故機が墜落する前にパイロットが機体の窓に着氷していることに気付き、失速警報をオンにしていた。またアンチアイスと呼ばれる防氷装置も正常に作動していた。そのため着氷が原因とは考えられず、着氷説は否定された。
しかし、別の説が浮上した。凍結により揚力が減少して失速しやすくなることから、事故機には氷結時に失速警報が鳴りだす速度を引き上げるスイッチがついていた。墜落現場の残骸を調査した結果、着氷が解消された後にアンチアイスはOFFにしたが、このスイッチは氷結時の方に切り替えられていたままで戻し忘れていたことが判明した。
また、FDR（フライトデータレコーダー）から、副操縦士がフラップやランディングギアを展開した際、対気速度が失速速度に近い145ノット (269 km/h)まで減速していたことが分かった。この時点では失速速度に至っていなかったが、失速警報が氷結時になっていたため、操縦士にとって想定外の失速警報が鳴ったことになる。
また、失速しそうな場合、通常は機首を下げて重力を利用して加速する操作を行うが、事故機では機長が機首を上げるという初歩的なミスをし、これによって逆に空気抵抗が増え失速に至った。その上、失速時に副操縦士が加速させるためにフラップを収納したが、これにより機体の揚力が大きく減少し、失速に歯止めが効かなくなった。
2010年2月2日に国家運輸安全委員会は、失速警報の設定ミスと失速時の対処ミスが原因とした。また操縦桿を引くミスをした原因であるが、CVR（コックピットボイスレコーダー）に何度も欠伸をするのが記録されており、過労が原因で単純な操縦ミスを招いたとされた。パイロット2人が所属していたコルガン・エアは賃金が安く、空港近くに住めずホテル代も払えなかった。機長がタンパ、副操縦士はシアトルから飛行機で空港まで通っており、会社のソファーで仮眠するなど睡眠時間も少なかった（「メーデー！航空事故の真実と真相」によると、会社のソファーで一夜を過ごすのは規則違反だったものの、黙認されており、機長も当日ソファーで睡眠を取っていた）。この事故の後、連邦議会でパイロットの待遇改善を義務付ける法律が制定された。

## 追悼
2019年2月11日、フォレストローンの墓地にて追悼式典が開かれた。

## 引用・脚注
1. ↑  “悲劇の連鎖　同時テロで夫失った女性も　米旅客機墜落５０人死亡”. MSN産経ニュース. (2009年2月14日).  オリジナルの2009年2月16日時点におけるアーカイブ。 2022年9月7日閲覧。
2. ↑  “米コンチネンタル航空機、ニューヨーク州の住宅地に墜落・炎上 49人死亡”. AFPBB News.   AFP (2009年2月13日). 2020年7月11日閲覧。
3. 1 2 3  “米ＮＹ州でボンバル機が墜落、住民1人含む50人死亡”. ロイター(日本語版). (2009年2月14日05:05(JST) エラー: 日付が正しく記入されていません。（説明）) 2015年4月2日閲覧。 {{cite news}}: |date=の日付が不正です。 (説明)⚠
4. ↑  “住宅に飛行機が墜落　米ニューヨーク州”. MSN産経ニュース. (2009年2月13日).  オリジナルの2009年2月16日時点におけるアーカイブ。 2022年9月7日閲覧。
5. ↑  “50 killed as US plane crashes into house”. web.archive.org. 2021年7月16日閲覧。
6. ↑  このようなスイッチがついている機体は事故機を含めてもかなり少ない。
7. ↑  “Flight 3407 families begin remembrance with Forest Lawn ceremony”. buffalonews.com. 2021年7月16日閲覧。

## 映像化
- メーデー!:航空機事故の真実と真相 第8シーズン第4話「DEAD TIRED」